# 納斯卡線 (歌曲)
納斯卡線是香港女歌手JW王灝兒的單曲，於2022年3月11日由星夢娛樂派台，於中文歌曲龍虎榜及勁歌金榜登上冠軍，並於新城勁爆本地榜登上亞軍。

## 背景及發行
繼2021年為無綫電視長篇處境劇《愛·回家之開心速遞》獻唱第三首有歌詞的主題曲〈愛心灌溉〉後，王灝兒於2022年3月11日推出歌曲〈納斯卡線〉，細訴一段暗戀故事，也是她轉投星夢娛樂後首次唱非劇集歌曲。
歌曲是王灝兒首次與Howie及黃偉文合作。歌曲填詞黃偉文指早以渴望與王灝兒合作，中途曾收過兩個樣本，但突然沒有了下文，但直到2021年王灝兒簽約星夢娛樂後才落實合作大計。
|            | 真係好開心依家喺呢間新公司（星夢娛樂），佢哋畀咗好大嘅空間我去做我鍾意嘅音樂，其實一直以來我都好想找Howie（翁厚樑）作首歌畀我，我同佢講佢即刻應承咗，其實上年四月Howie已經交咗首歌畀我，之後我同監製Randy（周錫漢）講，我好想搵Wyman（黃偉文）幫忙填詞，因為我從來都未試過有一首Wyman填詞嘅歌，我真係好想擁有一首，好感謝Randy，令到我夢想成真。 |
| ——JW王灝兒 | |

## 創作與製作

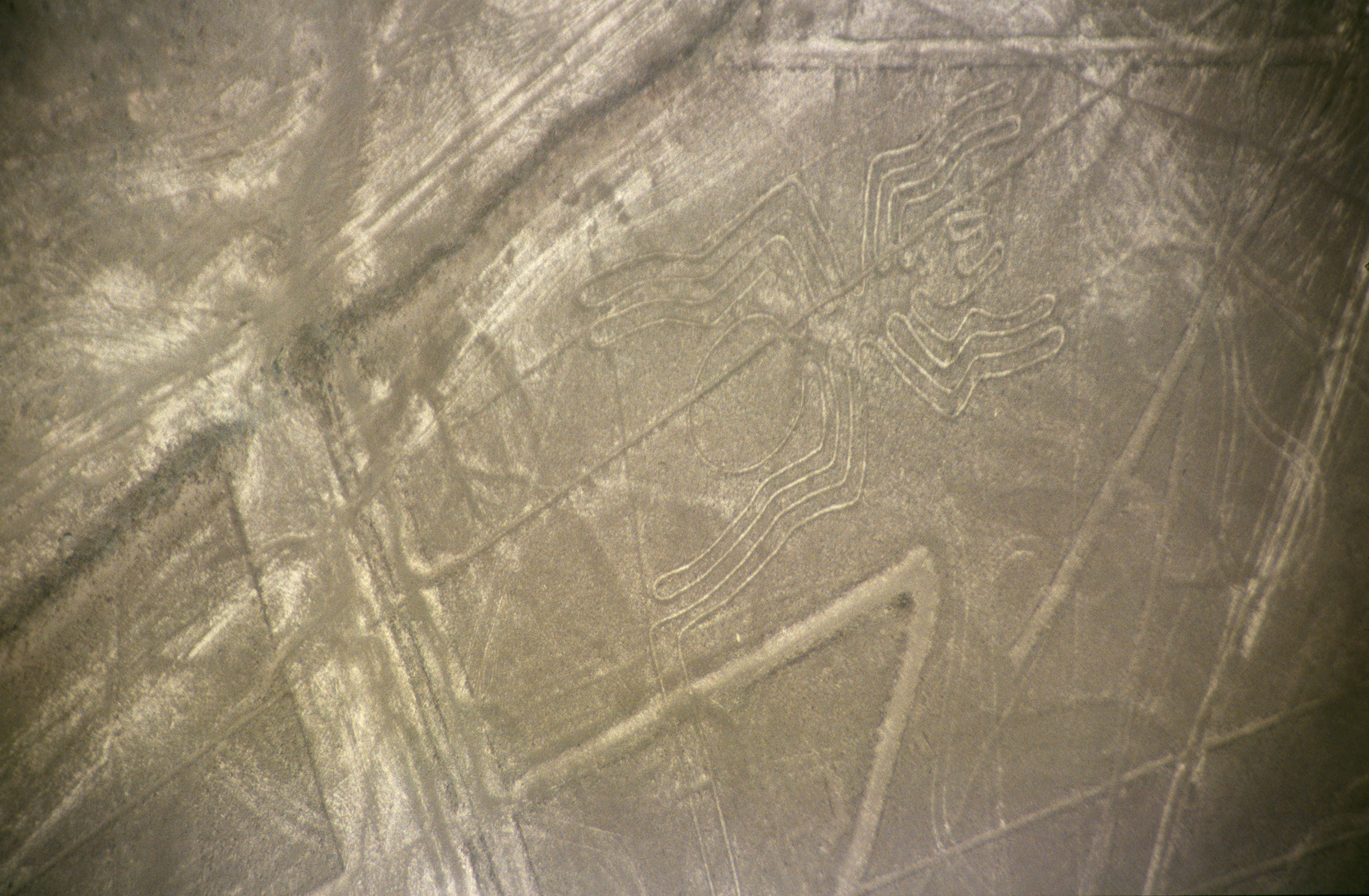
納斯卡線組成的蜘蛛圖形

納斯卡線是指位於秘魯納斯卡沙漠上數百個神秘而巨大的地畫圖像，由無數筆直的寬廣線條切成。若非從遠處或高空俯瞰，幾乎難以窺見圖騰全貌。王灝兒接受TVB娛樂新聞台訪問時指，歌曲以此比喻愛情，講述女生為暗戀的男生付出了很多，但因二人距離太近，男生沒有發現，只有走到遠處時才會明白女生所鋪設的事物。
2021年，黃偉文已經完成〈納斯卡線〉的歌詞，及後即在Instagram透露歌詞是為「一位想合作多年但今天才第一次遇上的歌手」而寫，更表示自己非常喜愛〈納斯卡線〉。
|          | 放在口袋裏很久很久很久的題材，終於遇到合適的旋律，然後一口氣把整個宇宙自筆尖釋放出來，好爽呀！ |
| ——黃偉文 |                                                                                                |

## 音樂錄影帶
王灝兒找來自〈矛盾一生〉開始為她拍攝不少音樂影片的Heison擔任音樂影片導演，從前王灝兒歌曲的音樂影片均由其他模特兒或演員擔任女主角，這次是王灝兒首次擔當自己歌曲音樂影片的女主角，男主角黃寶漳是王灝兒報讀彭秀慧戲劇班的同學，二人有不少對手戲，當中更有吵架戲份。音樂影片中，王灝兒暗戀身邊好友兼工作夥伴，可惜對方只當她是他的工作好拍檔，一直都不知道、看不清，當他將步伐走遠些許的時候，才感受到對自己無微不至的好朋友的情意。
2020年起唱歌、拍劇雙線發展的她演出過不少劇集包括《青春本我》、古裝劇《痞子殿下》等。她認為唱歌、拍劇對演藝事業發展，兩者可以相輔相成。
|            | 唱歌幫到拍劇，拍劇亦可以幫到唱歌，以前拍MV好怕醜，拍劇之後演出增加經驗，拍MV好多嘢可以即刻做到。亦好有興趣唱劇集歌，因為自己拍嘅劇唱起嚟特別有畫面。 |
| ——JW王灝兒 | |

## 宣傳
歌曲推出後，王灝兒演出無綫電視慈善節目《博愛歡樂傳萬家》，首次獻唱〈納斯卡線〉。3月23日，王灝兒與姚焯菲、鍾柔美、詹天文參與愛爆音樂舉辦的網上直播音樂會《Concert Watch From Home》，期間獻唱〈納斯卡線〉。其後王灝兒接受TVB娛樂新聞台清談節目《Star Talk》接受主播許文軒專訪，講述歌曲製作過程。

## 電台派台成績

### 叱咤903專業推介走勢
| 週次     | 第13週  | 第14週 | 第15週 | 第16週  |
| 放榜日期 | 3月26日 | 4月2日 | 4月9日 | 4月16日 |
| 榜上位置 | 19      | 17     | 12     | 4       |
| -------- | ------- | ------ | ------ | ------- |

### 香港電台第二台中文歌曲龍虎榜走勢
| 週次     | 第16週  | 第17週  | 第18週  | 第19週 | 第20週  |
| 放榜日期 | 4月16日 | 4月23日 | 4月30日 | 5月7日 | 5月14日 |
| 榜上位置 | 15      | 7       | 1       | 6      | 9       |
| -------- | ------- | ------- | ------- | ------ | ------- |

### 新城知訊台勁爆本地榜走勢
| 週次     | 第14週 | 第15週 | 第16週  |
| 放榜日期 | 4月2日 | 4月9日 | 4月16日 |
| 榜上位置 | 19     | 15     | 2       |
| -------- | ------ | ------ | ------- |

### TVB勁歌金榜走勢
| 週次     | 第14週 | 第15週  | 第16週  | 第17週  | 第18週 | 第19週 | 第20週  |
| 放榜日期 | 4月3日 | 4月10日 | 4月17日 | 4月24日 | 5月1日 | 5月8日 | 5月15日 |
| 榜上位置 | 10     | 8       | 7       | 5       | 3      | 2      | 1       |
| -------- | ------ | ------- | ------- | ------- | ------ | ------ | ------- |

### 加拿大至 HIT 中文歌曲排行榜 走勢
| 週次     | 第13週  | 第14週 | 第15週 | 第16週  | 第17週  | 第18週  | 第19週 |
| 放榜日期 | 3月26日 | 4月2日 | 4月9日 | 4月16日 | 4月23日 | 4月30日 | 5月7日 |
| 榜上位置 | 14      | 12     | 6      | 4       | 6       | 14      | 20     |
| -------- | ------- | ------ | ------ | ------- | ------- | ------- | ------ |

### 各大流行榜最高位置
| 樂壇流行榜      | 最高位置 |
| --------------- | -------- |
| 中文歌曲龍虎榜  | 1        |
| 勁歌金榜        | 1        |
| 新城勁爆本地榜  | 2        |
| 叱咤903專業推介 | 4        |

## 串流平台榜單表現

### 日榜
| 地區 | 音樂串流平台 | 榜單            | 最高排名 |
| ---- | ------------ | --------------- | -------- |
| 香港 | iTunes       | 人氣歌曲排行榜  | 1        |
| 香港 | KKBOX        | 本地新歌日榜    | 4        |
| 香港 | MOOV         | 日日新歌Top 100 | 14       |
| 香港 | MOOV         | 日日熱播Top 100 | 21       |
| 香港 | Spotify      | 最Hit粵語榜     | 11       |

### 週榜
| 地區 | 音樂串流平台 | 榜單            | 最高排名 |
| ---- | ------------ | --------------- | -------- |
| 香港 | KKBOX        | 本地新歌週榜    | 6        |
| 香港 | JOOX         | 新歌推介榜      | 3        |
| 香港 | JOOX         | 本地熱播榜      | 6        |
| 香港 | JOOX         | K歌熱唱榜       | 34       |
| 香港 | MOOV         | 本地新歌Top 100 | 14       |
| 香港 | MOOV         | 本地熱播Top 100 | 21       |

## 資料來源
1. ↑  劉傳謙. . 香港01. 2022-03-10  [2022-04-02]. （原始内容存档于2022-06-07） （中文（香港））.
2. ↑  . on.cc東網. 2022-03-30  [2022-04-02]. （原始内容存档于2022-04-02） （中文（香港））.
3. ↑  Law, K. . HK 港生活.   [2022-04-02] （中文（香港））.
4. 1 2  劉傳謙. . 香港01. 2022-03-09  [2022-04-02]. （原始内容存档于2022-05-10） （中文（香港））.
5. ↑  . on.cc東網. 2022-03-31  [2022-04-02]. （原始内容存档于2022-05-11） （中文（香港））.
6. ↑  ,   [2022-04-02], （原始内容存档于2022-05-11） （中文（中国大陆））
7. ↑  頭條日報. . 頭條日報 Headline Daily.   [2022-04-04]. （原始内容存档于2022-05-11） （英语）.
8. ↑  關穎賢. . 香港01. 2022-04-01  [2022-04-04]. （原始内容存档于2022-06-26） （中文（香港））.
9. ↑  . 明報OL網.   [2022-04-04]. （原始内容存档于2022-04-03） （中文（繁體））.
10. ↑  . hk.news.yahoo.com.   [2022-04-04]. （原始内容存档于2022-05-12） （中文（香港））.
11. ↑  . on.cc東網. 2022-03-24  [2022-04-02]. （原始内容存档于2022-05-10） （中文（香港））.
12. ↑  . hk.news.yahoo.com.   [2022-04-02]. （原始内容存档于2022-05-11） （中文（香港））.
13. ↑  . topick.hket.com.   [2022-04-02]. （原始内容存档于2022-06-02）.
14. ↑  劉傳謙. . 香港01. 2022-03-23  [2022-04-02]. （原始内容存档于2022-07-03） （中文（香港））.
15. ↑  . Sing Tao Daily 星島日報加拿大. 2022-03-22  [2022-04-02]. （原始内容存档于2022-07-11） （中文（臺灣））.
16. ↑  . www.bastillepost.com. 2022-03-25  [2022-04-09].
17. ↑  黃欣華. . 香港01. 2022-03-26  [2022-04-02]. （原始内容存档于2022-05-11） （中文（香港））.
18. ↑  . KKBOX 風雲榜榜單.   [2022-04-06] （中文（香港））.
19. ↑  . KKBOX 風雲榜榜單.   [2022-04-02]. （原始内容存档于2022-05-11） （中文（香港））.
20. 1 2 3  . www.joox.com.   [2022-04-02]. （原始内容存档于2022-05-01）.